# Ogilbia tyleri
Ogilbia tyleri är en fiskart som beskrevs av Møller, Schwarzhans och Nielsen 2005. Ogilbia tyleri ingår i släktet Ogilbia och familjen Bythitidae. Inga underarter finns listade i Catalogue of Life.